# Javier Lemarí
Javier Andrés Lemarí Lemus (Quinta Normal, Chile, 11 de noviembre de 1985) es un futbolista chileno. Juega de Defensa y su equipo actual es el Deportes Santa Cruz de la Primera B de Chile.

## Clubes
| Club                | País  | Año           |
| ------------------- | ----- | ------------- |
| Provincial Osorno   | Chile | 2008-2009     |
| Unión Temuco        | Chile | 2010-2011     |
| Magallanes          | Chile | 2012-2018     |
| Deportes Santa Cruz | Chile | 2018-Presente |